# Cystidier

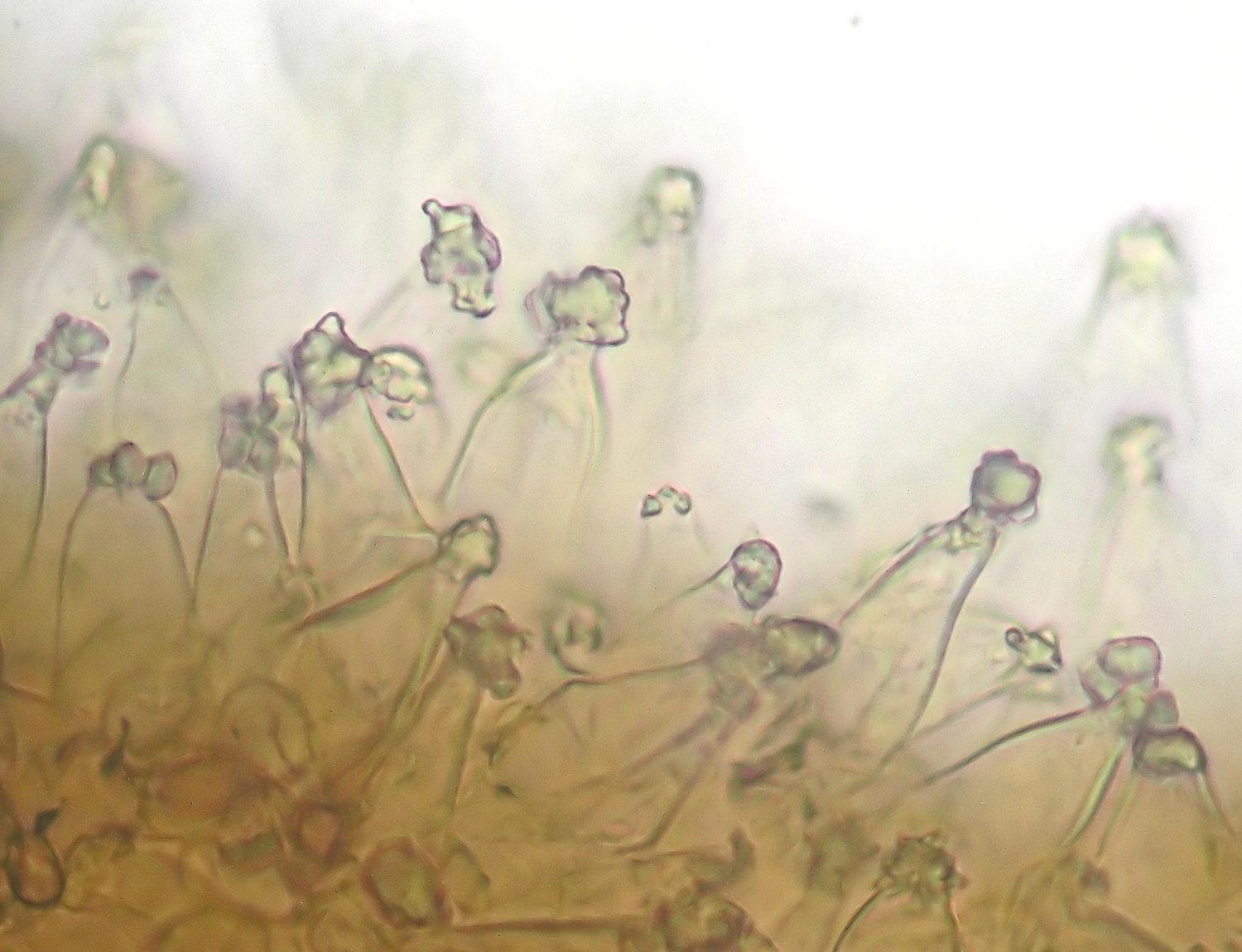
Metuloida cystidier.

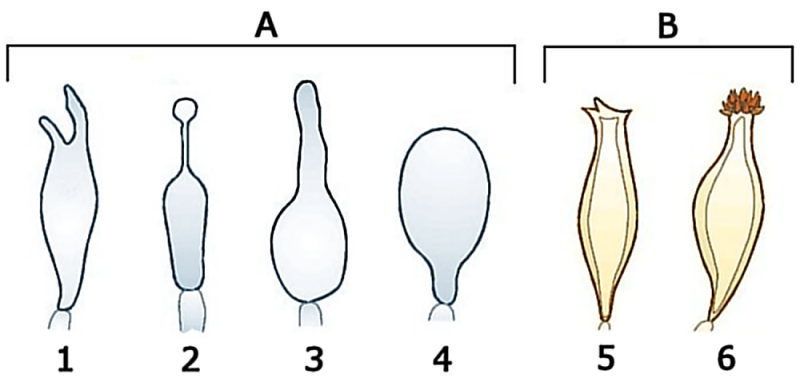
Olika former.
A. tunnväggiga cystidier
1. diverkulat typ
2. lecytiform typ
3. lageniform typ
4. pyriform typ
B. tjockväggiga cystidier
5. metuloid typ hos Pluteus
6. metuloid typ

Cystidier (singularis cystidium) är relativt stora celler i fruktkroppen hos basidiesvampar. De återfinns bland annat mellan basidierna. De kan ha väldigt olika utseende och används i stor utsträckning för att identifiera släkten och arter med hjälp av mikroskopiska metoder.
Termen cystidium infördes av Joseph-Henri Léveillé 1837 (tillsammans med basidium) i Sur le hymenium des champignons

## Typer

### Beroende på placering
- cheilocystidier sitter på lamellernas kant
- pleurocystidier sitter på lamellernas ytor
- dermatocystidier samlingsbegrepp för:
  - pileocystidier sitter på hatthuden
  - cirkumcystidier sitter på hattkanten
  - caulocystidier sitter på foten

### Beroende på egenskaper
- chrysocystidier innehåller ljusbrytande ämnen som gulfärgas av kaliumhydroxid eller ammoniak
- gloeocystidier har ett oljigt eller kornigt innehåll som ofta kan färgas blå eller vinröda med sulfovanillin